# Antonio Nazzaro
Antonio Nazzaro (Torino, 1963) è un giornalista, poeta, traduttore e mediatore culturale italiano fondatore e coordinatore del CCTM - Centro Cultural Tina Modotti.

## Biografia
Si è diplomato con la maturitá classica al liceo Gioberti di Torino e ancora prima di terminare gli studi inizia a collaborare con i giornali L'Ora di Palermo, La Stampa di Torino, Stampa Sera e con l'emittente televisiva Videouno. 
Negli anni da studente vengono pubblicate le sue prime poesie nell'antologia di testi poetici giovanili: “Il rinoceronte tra le nuvole” Genesi editrice 1982.
Trasferitosi in Messico si diploma presso l'UNAM Università Nazionale Autonoma del Messico come professore di lingua italiana per stranieri. Dopo aver vissuto per oltre 10 anni a Caracas, Venezuela, attualmente vive in Colombia a Bogotà.
Nel 2008 diventa coordinatore del  CCTM Centro Culturale Tina Modotti con lo scopo di promuovere la cultura italiana e venezuelana attraverso varie forme di interscambio culturale.  In quell' anno collabora alla realizzazione del “El Bar del tiempo" organizzato con il poeta italiano Davide Rondoni in cui un gruppo di 20 giovani artista venezuelani trasformava in opere d'arte alcune sue poesie, opere presentate nel Museo di arte Contemporanea di Caracas accompagnate dalla lettura del poeta.
Collabora con le riviste italiane Atelier, Fuori/Asse. È responsabile della collana di poesia latinoamericana di Edizioni Arcoiris Salerno. Collabora con la rivista venezuelana Poesía e la cilena Ærea. La rivista Ablucionistas, Latino America e la rivista TallerIgitur, Messico. Ha pubblicato, nel 2015, il libro "Odore a, Torino Caracas senza ritorno" (in italiano e spagnolo) e "Appunti dal Venezuela" 2017: vivere nelle proteste", entrambi i libri pubblicati da Edizioni Arcoiris Salerno. Ha pubblicato due silloge: "Amor migrante y el último cigarrillo/Amore migrante e l´ultima sigaretta" (RiLEditores, Cile; Arcoiris, Italia, 2018) e "Cuerpos humeantes/Corpi Fumanti" (Uniediciones, Bogotá, 2019). Creatore e direttore della collana di poesia italiana contemporanea “Territorio de Encuentro”, in coedizione con Samuele Editore e UniedicionesIbáñez,con il patrocinio dell’Istituto Italiano di Cultura a Bogotá. In India, ha ricevuto nel Naji Naaman's literary prizes 2019, un riconoscimento per la migliore opera sociale con il libro "Appunti dal Venezuela. 2017: vivere nelle proteste". Fondatore e direttore della rivista di poesia internazionale “Caravansary” (Uniediciones, Bogotá, 2019). 

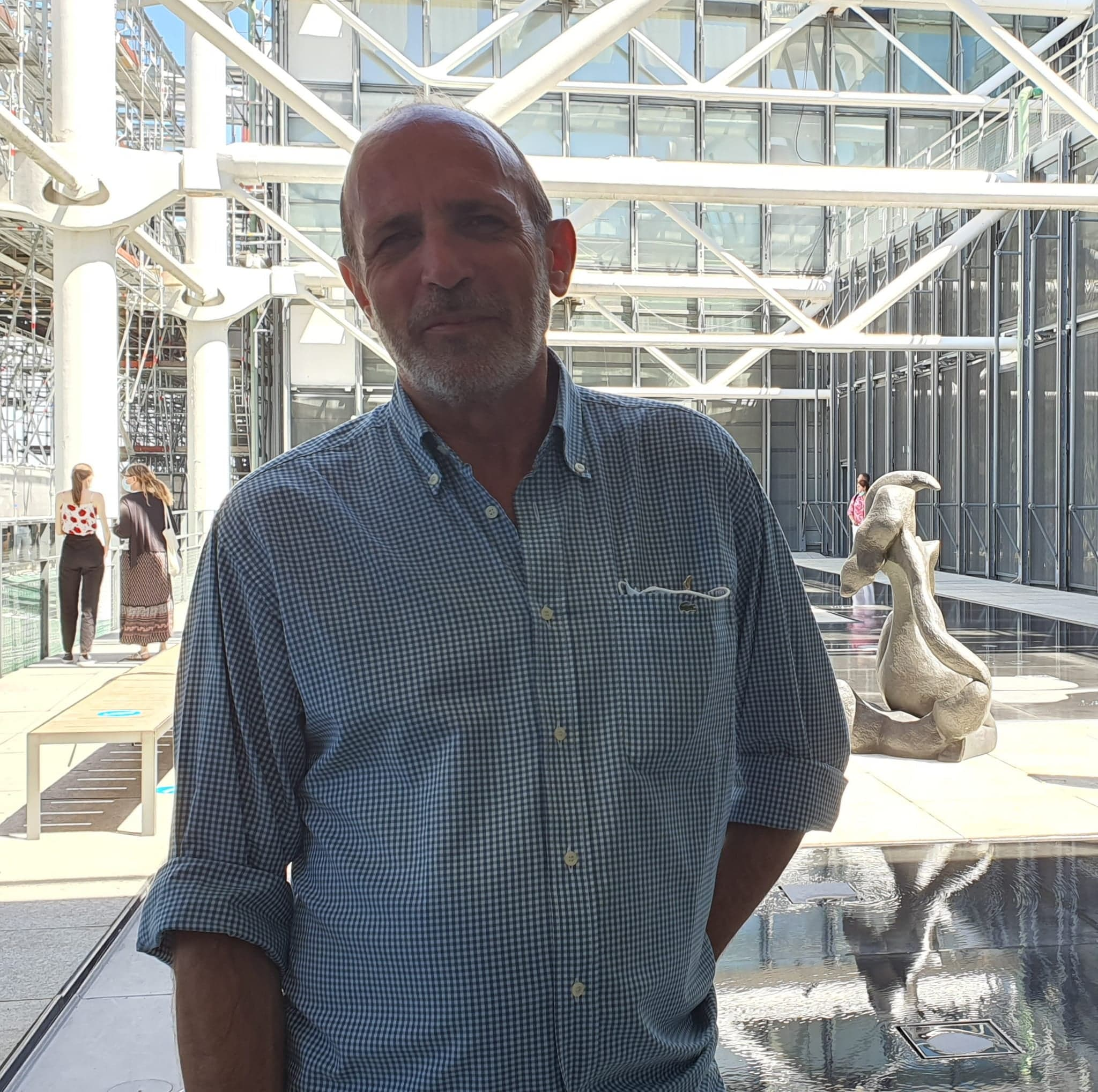
Antonio Nazzaro

Come traduttore, ha tradotto il libro del poeta argentino Juan Arabia, edizione bilingue, "Il nemico dei thiirties" (Samuele Editore, 2017); "La notte/La noche", di Dino Campana (Edicola Ediciones,Cile, 2017); "Hotel della notte/Hotel de la noche" di Alessandro Moscè (Buenos Aires Poetry, 2018) "La lingua instancabile/La lengua incansable. 10 voci contemporanee della poesia italiana" (Samuele Editore/Buenos Aires Poetry, 2018); la antologia della poesia colombiana "La generazione senza nome/ Generación sin nombre" (Arcoiris, Salerno, 2018); "Tierra y Mito" di Umberto Piersanti (Uniediciones, Samuele Editore, Bogotá, 2019). Nello stesso anno ha pubblicato anche la silloge "Le svelte radici/Despojando raices" del poeta italiano Sandro Pecchiari così come le sillogi "Le distrazioni del viaggio/Las distracciones del viaje" di Annalisa Ciampalini e "Sulla soglia/En el umbral" di Monica Guerra tutti per l’editore Uniediciones Ibáñez, Bogotà. Ha pubblicato, in collaborazione con Pro Helvetia e Ril Editores, la traduzione del libro di Fabiano Alborghetti, "Equazione della responsabilità". E ha pubblicato la traduzione del libro di Khédija Gadhoum "Oltre il mare" (Arcoiris, Salerno, 2019). Nel 2020 ha pubblicato la traduzione della silloge "Farragine" del poeta italiano Marco Amore (Uniediciones, Samuele Editore, Bogotá) e la silloge "Olimpia" di Luigia Sorrentino per la casa editrice cilena Ril Editores.